# Pulau Tiga
Pulau Tiga é uma das pequenas ilhas malasianas desabitadas localizadas em Kimanis Bay ao largo da costa ocidental do estado de Sabah.  As ilhas foram formadas em 21 de setembro de 1897, quando um terremoto em Mindanao causou uma erupção vulcânica perto de Bornéu. 
Localiza-se a sudoeste de Kota Kinabalu entre as coordenadas 5º 42’ e 5º 43’ de longitude e 115º 37’ e 115º 39’ de latitude. Pulau Tiga é a maior ilha do agrupamento onde se encontra cobrindo uma área de 725 hectares de extensão com, aproximadamente, 5,2 km de comprimento e 1,8 km de largura.
A ilha possui clima tropical caracterizado pela presença de ar quente e úmido na maior parte do ano, mantendo temperatura média de aproximadamente 23 °C-32 °C. Conta, também, com uma alta média de precipitação fluvial anual, em torno de 2816,4 milímetros.
Geologicamente, o solo da ilha é composto por terrenos sedimentares que se formaram do acúmulo caótico de materiais de origem fluvial e vulcânica oriundos da abertura de vulcão de lama e que datam do período Quaternário e do início do Paleoceno. Devido a isto, todo o solo da ilha é coberto por lama de origem vulcânica misturada com xisto.
Pulau Tiga possui um par de vulcões de lama ativos em sua parte mais alta, Puncak Mat Salleh. A presença destes vulcões propiciam à ilha uma geografia única.

## Turismo
A ilha possui grande potencial em termos turísticos e recebe atualmente milhares de turistas todo ano. É uma das três ilhas que compõem o Parque Nacional de Pulau Tiga. A sede do parque localiza-se na ilha e compreende um complexo de escritórios, alojamento para funcionários do parque e cientistas visitantes.

## Na mídia
Pulau Tiga se tornou conhecida na televisão americana graças ao reality show Survivor que gravou, em 2000, sua primeira temporada na ilha, Survivor: Borneo. Realities shows de outros países também gravaram suas primeiras temporadas na ilha, Expidition Robinson da Suécia em 1997 e a versão britânica e homônima de Survivor em 2001.